# Пономаренко Борис Йосипович
Борис Йосипович Пономаренко (нар. 25 вересня 1944, село Хацьки, тепер Черкаського району Черкаської області) — український діяч, начальник ливарного виробництва виробничого об'єднання «Смілянський машинобудівний завод» Черкаської області. Народний депутат України 2-го скликання.

## Біографія
У 1961 році, після закінчення Хацьківської середньої школи Черкаської області, виїхав до міста Улан-Уде Бурятської АРСР, де працював електриком на Улан-Удинському паровозоремонтному заводі.
У 1963—1966 роках — служба в Радянській армії.
У грудні 1966—1968 роках — електрик, пультовий, енергетик ливарного цеху, у 1968—1981 роках — начальник ливарного цеху Смілянського машинобудівного заводу Черкаської області.
У 1970—1975 роках — студент-заочник енергетичного факультету Київського політехнічного інституту, інженер-електрик.
У 1981—1994 роках — начальник ливарного виробництва, одночасно у 1988—1992 роках — голова трудового колективу Смілянського машинобудівного заводу (виробничого об'єднання «Смілянський машинобудівний завод») Черкаської області.
Народний депутат України 2-го демократичного скликання з .07.1994 (2-й тур) до .04.1998, Смілянський виборчий округ № 422, Черкаська область. Член Комітету з питань базових галузей та соціально-економічного розвитку села. Член депутатської групи «Реформи».
У 1998—2000 роках — слухач Української академії державного управління при Президентові України.
З червня 1998 року — головний консультант-експерт Управління забезпечення зв'язків з Верховною Радою України Адміністрації Президента України. Працював заступником керівника управління діловодства Головного управління документального забезпечення, заступником керівника управління діловодства — завідувачем відділу службової кореспонденції Апарату Верховної Ради України.
Був членом політвиконкому Трудової партії України (ТПУ). Член правління Асоціації народних депутатів України попередніх скликань.

## Нагороди та відзнаки
- почесна грамота Кабінету міністрів України (.03.2003)[1]
- державний службовець 3-го рангу (.07.2000)[2]
- Всеукраїнська літературно-мистецька премія «Київська книга року» (2023)[3].